# Harry Iseborg
John Harry Iseborg, före 1921 Pettersson, född 6 juli 1906 i Södertälje, död 9 januari 1981  i Bromma, var en svensk journalist, manusförfattare, dramatiker, sångtextförfattare och barn- och ungdomsboksförfattare.
Iseborg är gravsatt i minneslunden på Bromma kyrkogård.

## Filmmanus i urval
- 1941 – Soliga Solberg
- 1942 – Olycksfågeln nr 13
- 1943 – Det spökar - det spökar ...
- 1943 – Professor Poppes prilliga prillerier
- 1946 – 91:an Karlsson. "Hela Sveriges lilla beväringsman"
- 1950 – Påhittiga Johansson
- 1951 – 91 Karlssons bravader
- 1955 – 91 Karlsson rycker in

## Filmmusik i urval
- 1941 – Landstormens lilla argbigga